# Pieve di Varese
La pieve di Varese o pieve di San Vittore di Varese (in latino: Plebis Varesensis o Plebis Sancti Victori Varesensis) era il nome di un'antica pieve dell'arcidiocesi di Milano e del Ducato di Milano con capopieve Varese.
Il patrono era san Vittore, al quale è ancora oggi dedicata la basilica prepositurale di Varese.

## Storia

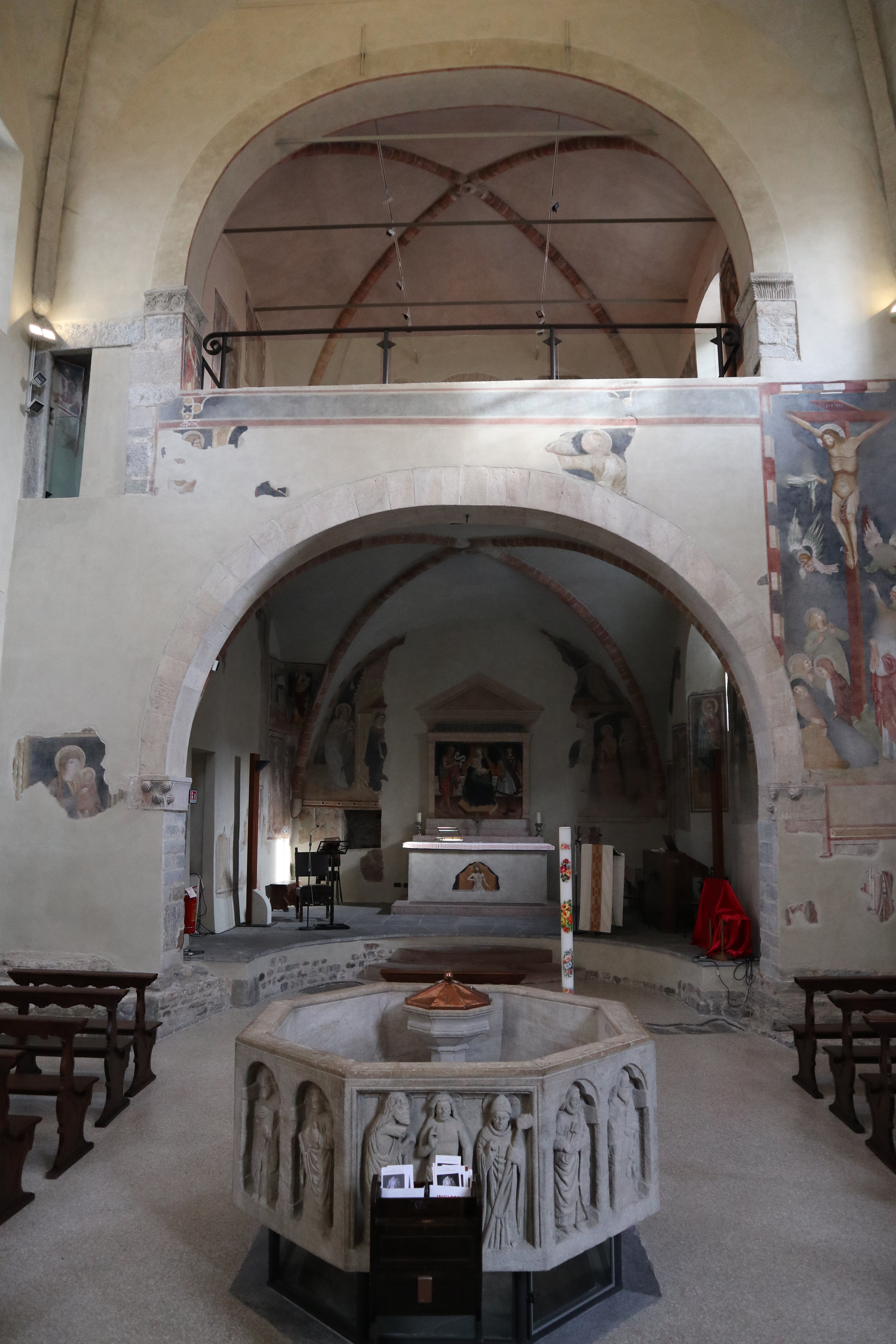
Interno del Battistero di Varese

La presenza di un battistero preromanico, testimonia indubbiamente il ruolo fondamentale della chiesa varesina e la sua antichità anche come sede plebana. Varese, sede di corte, divenne proprietà degli arcivescovi milanesi sin dall'epoca ottoniana.
Dalla fine del XIII secolo apprendiamo da Goffredo da Bussero che constava di 50 chiese, mentre sappiamo che la chiesa di Santa Maria al Monte di Varese, constava di una propria canonica e di un proprio arciprete che "de facto" si consideravano indipendenti dall'organizzazione plebana di Varese. Col Rinascimento la pieve assunse anche una funzione amministrativa civile come ripartizione locale della provincia del Ducato di Milano.
Alla fine del XIV secolo, la canonica di San Vittore di Varese comprendeva il prevosto e ventiquattro canonici e la situazione sembrava invariata al 1564 quando erano nominalmente registrati nella canonica di Varese il prevosto, ventiquattro canonici ai quali si erano aggiunti però otto canonici in commenda e a sei cappellani, il che faceva del clero varesino uno dei più importanti della Lombardia, seppur nei secoli la città non fosse riuscita a divenire sede episcopale. Varese divenne sede di un vicariato dall'epoca post-tridentina, facendo coincidere il nuovo status di cose con l'antica funzione della pieve.
Dal punto di vista civile, la pieve amministrativa fu oggetto di un esperimento riformatore di stampo illuminista da parte dell'imperatore Giuseppe II, che nel 1786 la pose a capo della neocostituita Provincia di Varese, ripartizione cancellata però dopo soli cinque anni dal fratello Leopoldo II, imperatore ben più conservatore. La pieve fu poi soppressa nel 1797 in seguito all'invasione di Napoleone e alla conseguente introduzione di un moderno ma effimero distretto all'interno di un'ancor più estemporanea provincia varesina.
L'inizio della decadenza della pieve religiosa invece, seppur in ritardo, giunse il 23 gennaio 1923 quando l'arcivescovo Eugenio Tosi decise di distaccare dall'autorità della pieve le parrocchie di Malnate, già elevata a prevostura con decreto 30 agosto 1919, e Gurone, che fu staccata dalla pieve e vicariato di Varese per andare a far parte del vicariato di Malnate, mentre Bobbiate fu dotata di una sua parrocchia. Nel 1951 le parrocchie di Azzate, Bodio, Brunello, Buguggiate, l'istituenda Crosio della Valle, Daverio, Galliate Lombardo, l'autonomizzatasi Lomnago, già della pieve di Varese, andarono a costituire il vicariato foraneo di Azzate.
La pieve varesina sopravvisse sino ai decreti arcivescovili che nel 1972 cancellarono tutte le pievi lombarde e le sostituirono con i moderni decanati, di cui Varese divenne sede.
 Oggi il suo territorio ricade sotto il decanato di Varese e comprende 25 parrocchie.

## Territorio
Nella seconda metà del XVIII secolo, il territorio della pieve era così suddiviso:
| Pieve civile                                                | Pieve ecclesiastica |
| Comune di Varese                                            | Parrocchia prepositurale di San Vittore martire Parrocchia dei Santi Pietro e Paolo in Biumo Inferiore Parrocchia di San Giorgio in Biumo Superiore Parrocchia di San Michele arcangelo in Bosto Parrocchia di Sant'Ambrogio in Giubiano |
| Comune di Azzate                                            | Parrocchia della Natività di Maria Vergine |
| Comune di Barasso                                           | Parrocchia di San Martino |
| Comune di Bizzozero                                         | Parrocchia di Santi martiri Evasio e Stefano |
| Comune di Bobbiate                                          | Parrocchia di San Vittore in Casbeno |
| Comune di Bodio Comune di Lomnago                           | Parrocchia dei Santi Maria e Sigismondo |
| Comune di Brunello                                          | Parrocchia di Santa Maria Annunciata |
| Comune di Buguggiate                                        | Parrocchia di San Vittore martire |
| Comune di Capo di Lago                                      | Parrocchia della Santissima Trinità |
| Comune di Casciago                                          | Parrocchia dei Santi Agostino, Monica e Giovanni Battista |
| Comune di Daverio con Dobbiate Comune di Crosio della Valle | Parrocchia di Santi Pietro e Paolo |
| Comune di Galliate                                          | Parrocchia dei Santi Gervaso e Protaso |
| Comune di Gazzada                                           | Parrocchia della Santa Croce |
| Comune di Gurone                                            | Parrocchia di San Lorenzo diacono e martire |
| Comune di Lissago con Calcinate degli Orrigoni              | Parrocchia di San Carlo Borromeo |
| Comune di Luvinate                                          | Parrocchia dei Santi Ippolito e Cassiano |
| Comune di Malnate con San Salvatore e Monte Morone          | Parrocchia di San Martino |
| Comune di Masnago                                           | Parrocchia dei Santi Pietro e Paolo |
| Comune di Morosolo con Mostonate e Calcinate del Pesce      | Parrocchia di Sant'Ambrogio |
| Comune di Oltrona                                           | Parrocchia dei Santi Vitale e Agricola |
| Comune di Sant'Ambrogio                                     | Parrocchia di Sant'Ambrogio |
| Comune di Santa Maria del Monte                             | Parrocchia di Santa Maria del Monte |
| Comune di Schianno                                          | Parrocchia di San Giorgio martire |
| Comune di Velate con Cassina Rasa e Fogliaro                | Parrocchia di Santo Stefano |
| --                                                          | Parrocchia di San Gemolo martire |